# ستايسي لوفلاس تولبرت
ستايسي لوفلاس تولبرت (بالإنجليزية: Stacey Lovelace-Tolbert)‏ مواليد 5 ديسمبر 1974، هي لاعبة كرة سلة أمريكية معتزلة تحولت إلى التدريب بعد الاعتزال. بدأت مسيرتها الاحترافية في سنة 2000. تم اختيارها من قبل فريق سياتل ستورم خلال الدرافت.

## المسيرة الاحترافية
لعبت مع سياتل ستورم في موسم 2000–2001، ثم لعبت مع مينيسوتا لينكس في موسم 2004–2005، ثم لعبت مع شيكاغو سكاي في سنة 2006، ثم لعبت مع واشنطن ميستيكس في سنة 2007، ثم لعبت مع ديترويت شوك في سنة 2008، ثم لعبت مع أتلانتا دريم في سنة 2008.

## روابط خارجية
- ستايسي لوفلاس تولبرت على موقع الاتحاد الوطني لكرة السلة النسائية (الإنجليزية)
- ستايسي لوفلاس تولبرت على موقع كلية كرة السلة في سبورتس رفرنس.كوم (الإنجليزية)
- ستايسي لوفلاس تولبرت على موقع بروبوليرز (الإنجليزية)
- ستايسي لوفلاس تولبرت على موقع سبورتس رفرنس (الإنجليزية)